# Cheilosia kirgizorum
Cheilosia kirgizorum är en tvåvingeart som beskrevs av Peck 1971. Cheilosia kirgizorum ingår i släktet örtblomflugor, och familjen blomflugor. Inga underarter finns listade i Catalogue of Life.